# Chaetodon dolosus
Chaetodon dolosus là một loài cá biển thuộc chi Cá bướm (phân chi Exornator) trong họ Cá bướm. Loài này được mô tả lần đầu tiên vào năm 1923.

## Từ nguyên
Tính từ định danh dolosus trong tiếng Latinh có nghĩa là "xảo quyệt, láu cá", không rõ hàm ý đề cập đến điều gì.

## Phạm vi phân bố và môi trường sống
C. dolosus được phân bố trải dài theo bờ biển Đông Phi, từ Somalia đến tỉnh KwaZulu-Natal (Nam Phi), bao gồm các đảo quốc xa bờ là Madagascar, Seychelles, Mauritius và Réunion.
C. dolosus sống tập trung trên các rạn viền bờ, nơi có nhiều san hô và đá vụn, khoảng 30–200 m; cá con có thể được tìm thấy ở vùng nước nông đến 8 m.

## Mô tả
C. dolosus có chiều dài cơ thể lớn nhất được ghi nhận là 15 cm. Loài này có màu trắng xám, chi chít nhiều chấm đen, trừ phần thân sau nâu dần đến sẫm đen (kể cả vây lưng và vây hậu môn). Vây lưng và vây hậu môn có viền trắng. Đầu có một sọc đen từ gáy băng dọc qua mắt. Vây đuôi có màu vàng nổi bật. Cá con có thêm một đốm đen trên vây lưng.
Số gai ở vây lưng: 12–13; Số tia vây ở vây lưng: 21–22; Số gai ở vây hậu môn: 3; Số tia vây ở vây hậu môn: 18–19; Số tia vây ở vây ngực: 14–15; Số gai ở vây bụng: 1; Số tia vây ở vây bụng: 5; Số vảy đường bên: 36–44.
So với C. dolosus, Chaetodon guentheri có màu trắng (trừ thân sau màu vàng), Chaetodon miliaris có một đốm đen lớn trên cuống đuôi, còn Chaetodon citrinellus có màu vàng nhạt toàn thân.

## Sinh thái học
Thức ăn của C. dolosus chủ yếu là một số loài thủy sinh không xương sống nhỏ như động vật giáp xác. Loài này thường sống đơn độc hoặc kết đôi (nhất là vào thời điểm sinh sản), nhưng cũng có khi hợp thành những nhóm nhỏ (thường lẫn vào đàn của Chaetodon mitratus).

## Thương mại
C. dolosus hầu như không được thu thập trong các hoạt động thương mại cá cảnh.